# Suzanne Lippens
Suzanne Lippens (Gent, 25 mei 1903 – Knokke-Heist, 20 januari 1985) was piloot en de eerste vrouw in België die het vliegbrevet van amateur-piloot heeft gehaald op 27 juni 1928.

## Biografie
Lippens was dochter van Maurice August Lippens, was in 1936 gehuwd met haar achterneef Leon Lippens, moeder van Leopold Lippens en Maurice Lippens. Reeds op jonge leeftijd ontpopte zij zich tot een sportieve vrouw die een avontuurlijke uitdaging niet uit de weg ging. Suzanne Lippens was de eerste vrouw in België die het vliegbrevet van amateur-piloot heeft gehaald op 27 juni 1928. In 1930 haalde ze een brevet zweefvliegen bij de Duitser Wolf Hirth. Lippens kwam voor de Tweede Wereldoorlog nog herhaaldelijk in de pers met bijzondere luchtvaartprestaties.
Na de oorlog werd haar echtgenoot burgemeester van Knokke. Lippens zette zich in voor diverse goede werken (dierenwelzijn, kinderbescherming, gehandicapten). Zij woonde te Knokke en overleed er op 82-jarige leeftijd.